# ای‌آرپی ۴۱۰ ایرلاینز

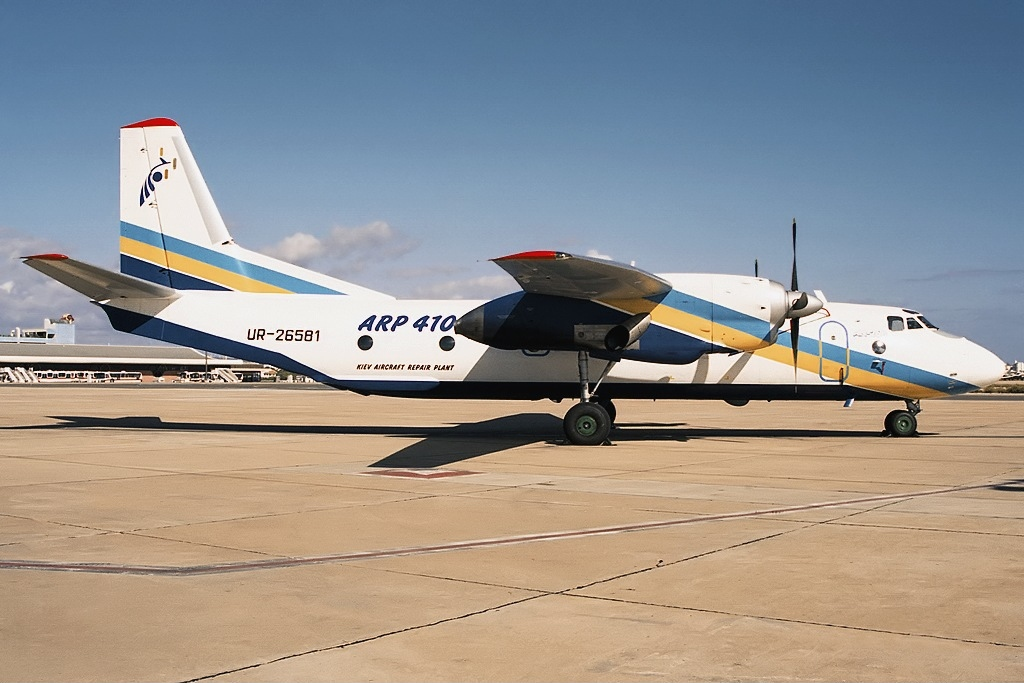
تصویر ای‌آرپی ۴۱۰ ایرلاینز

ای‌آرپی ۴۱۰ ایرلاینز (به انگلیسی: ARP 410 Airlines) یک شرکت هواپیمایی است که در تاریخ ۱ مه ۱۹۹۹ میلادی تأسیس شده است.
دفتر مرکزی ای‌آرپی ۴۱۰ ایرلاینز در کی‌یف، اوکراین واقع شده‌است.

## ناوگان
- ۲ آنتونوف ای‌ان-۲۴
- ۷ آنتونوف ای‌ان-۲۴
- ۱ Antonov An-۲۶
- ۴ Antonov An-26B
- ۲ آنتونوف ای‌ان-۳۰